# Fotossíntese anoxigênica

A fotossíntese anoxigênica é um tipo especial de fotossíntese realizada por certos microrganismos, como algumas bactérias. Nesse processo, esses organismos usam a luz do sol para produzir energia e matéria orgânica, mas, diferente das plantas e algas, eles não liberam oxigênio como subproduto. Isso ocorre porque, em vez de usar água como fonte de elétrons, esses microrganismos utilizam outras substâncias, como sulfeto de hidrogênio (H₂S). O resultado é a produção de compostos como enxofre, em vez de oxigênio.
Essa forma de fotossíntese é chamada "anoxigênica" justamente porque não gera oxigênio molecular (O₂). Ela é característica de organismos que vivem em ambientes onde o oxigênio é escasso ou inexistente, como em regiões profundas de lagos ou em sedimentos ricos em matéria orgânica.

## Organismos fotossintéticos anoxigênicos
Os principais organismos que realizam a fotossíntese anoxigênica pertencem aos seguintes grupos:
- Bactérias verdes sulfurosas (ex.: Chlorobium spp.).[2]
- Bactérias púrpuras sulfurosas (ex.: Chromatium spp.).[2]
- Bactérias púrpuras não sulfurosas (ex.: Rhodobacter spp.).[3]
- Bactérias verdes não sulfurosas (ex.: Chloroflexus spp.).[3]
- Heliobactérias.[3]

Esses organismos utilizam compostos diferentes da água como doadores de elétrons, incluindo sulfeto de hidrogênio (H₂S), ferro férrico (Fe³⁺), tiossulfato (S₂O₃²⁻) e compostos orgânicos. Como resultado, os produtos finais variam e podem incluir enxofre elementar ou sulfato.

## Mecanismo
A fotossíntese anoxigênica ocorre em dois principais complexos proteicos localizados na membrana:
1. Fotossistema I (PSI): Absorve luz para impulsionar a transferência de elétrons a níveis energéticos mais altos.[4]
2. Fotossistema II (PSII): Presente apenas em organismos que realizam fotossíntese oxigênica.[1]

Na fotossíntese anoxigênica, apenas um dos fotossistemas é utilizado, dependendo da espécie. Este processo gera gradientes de prótons através da membrana que impulsionam a síntese de ATP via quimiosmose.

## Importância Ecológica e Evolutiva
A fotossíntese anoxigênica é considerada uma das formas mais antigas de metabolismo fotossintético e é crucial para a compreensão da evolução da fotossíntese. Estudos indicam que ela surgiu há mais de 3 bilhões de anos, contribuindo para ciclos biogeoquímicos primitivos, como o ciclo do enxofre e do ferro, e moldando as condições ambientais da Terra pré-oxigênica.
Esses microrganismos desempenham papéis ecológicos importantes em ambientes extremos, como fontes hidrotermais, lagos hipersalinos e sedimentos profundos, onde a luz é disponível, mas o oxigênio é escasso ou ausente.